# Unil (Cassa)
Unil ist eine osttimoresische Siedlung im Suco Cassa (Verwaltungsamt Ainaro, Gemeinde Ainaro) in Südostasien.

## Geographie
Unil ist eine kleine Siedlung mit wenigen Hütten im Zentrum der Aldeia Civil, in einer Meereshöhe von 170 m. Etwas südlich liegt die Siedlung Maudole. Nördlich verläuft eine Piste, die nach Osten nach Cassa führt, dem Hauptort des Sucos.